# Himertosoma seyrigi
Himertosoma seyrigi là một loài tò vò trong họ Ichneumonidae.